# Il quadro di Troisi
Il quadro di Troisi è un gruppo musicale italiano. Il loro stile è un synth pop che si ispira a noti musicisti italiani (Matia Bazar, Franco Battiato e Lucio Battisti) e all'Italo-disco.

## Storia del gruppo
Concepito nel 2018, ma portato a compimento solamente due anni dopo, Il quadro di Troisi è composto dalla cantautrice Eva Geist (vero nome Andrea Noce) e Donato Dozzy (Donato Scaramuzzi), producer techno anche attivo come solista e in altri progetti tra cui il duo Voices from the Lake. Il loro nome è un riferimento all'attore e regista Massimo Troisi e un aneddoto raccontato da Carlo Verdone.
Il primo omonimo album del quadro di Troisi, edito nel 2020 come collaborazione tra l'etichetta tedesca Raster e Terraforma Festival, viene ben accolto dagli specialisti: secondo Ondarock, il disco è un'«ode colorata a una visione profumata italiana, traboccante di dettagli e profonda intensità» che eredita «interi decenni di storia della musica nazionale» e attinge al synth pop e l'Italo-disco.
Nel 2023 entrò nel gruppo Pietro Micioni, che aveva già partecipato alla produzione del primo album, uno dei primi artisti Italo-disco. L'ottobre dello stesso anno venne edito Remixes, una raccolta di otto brani del gruppo remixati da artisti come Atom™, Baldelli & Dionigi, Toulouse Low e Chloé.
Il secondo album de Il quadro di Troisi, La commedia, venne pubblicato nel 2024 sempre dalla Raster (ma dalla 42 Records in Italia) e vi parteciparono artisti come Suzanne Ciani, Fiona Brice e Grand River. Anche questa uscita ricevette giudizi positivi (fu ad esempio inserito alla posizione numero 48 nella classifica dedicata agli "album dell'anno" secondo Rumore).
Sempre nel 2024, Donato Dozzy pubblicò come solista l'album Magda, recensito da siti come Ondarock, Pitchfork, Resident Advisor e The Quietus.

## Formazione
- Eva Geist – voce
- Donato Dozzy – produzione
- Pietro Micioni – produzione, chitarra, sintetizzatore

## Discografia

### Album in studio
- 2020 – Il quadro di Troisi
- 2024 – La commedia

### Singoli
- 2021 – Sfere di Qi (Atom™ Remix)
- 2021 – Beata (Baldelli & Dionigi Remix)
- 2022 – Non ricordi (Front de Cadeaux Remix)

### Album di remix
- 2023 – Remixes